# Eugen Herrigel
Eugen Herrigel (Lichtenau (Baden-Württemberg), 20 marzo 1884 – Garmisch-Partenkirchen, 18 aprile 1955) è stato un filosofo tedesco e un esperto di kyūdō, il tiro con l'arco giapponese. Contribuì attraverso i suoi scritti alla conoscenza del Buddismo Zen in Europa.

## Biografia
Docente di filosofia presso l'Università imperiale del Tōhoku a Sendai, in Giappone, dal 1924 al 1929, studiò kyūdō, il tradizionale tiro con l'arco giapponese, sotto la guida di Awa Kenzô (阿波 研 造: 1880-1939), maestro dell'arte, nella speranza di approfondire la sua comprensione dello Zen. Ritornato in Germania, nel luglio 1929, ottenne la cattedra di filosofia, nonostante il parere contrario di Jaspers, presso l'Università di Erlangen.
Nel 1936 pubblicò un articolo di 20 pagine in cui descrisse la sua esperienza del tiro con l'arco, Die Ritterliche Kunst des Bogenschiessens (L'arte cavalleresca del tiro con l'arco), nella rivista Zeitschrift für Japanologie. Questo scritto successivamente costituì il nucleo del suo lavoro più noto: Lo zen e il tiro con l'arco.
Dal 1938 al 1944 fu prorettore e scrisse per gli studenti al fronte il saggio L'ethos del samuraï. Dal novembre 1944 fino al termine della guerra fu rettore a Erlangen.
Alla morte, tra i suoi documenti furono trovati una serie di appunti su vari aspetti dello Zen. Questi appunti furono selezionati e raccolti da Hermann Tausend in collaborazione con Gusty L. Herrigel, la moglie dell'autore, nel volume Der Zen-Weg (La via dello zen).

## Lo zen e il tiro con l'arco
Il volume parte dal presupposto che il tiro con l'arco giapponese non coincida con un esercizio fisico o uno sport: «per tiro con l'arco in senso tradizionale, che egli stima come arte e onora come retaggio, il giapponese non intende uno sport, ma, per strano che possa apparire, un rito»; un rito che preveda una lotta interiore con il proprio io, per mezzo della quale l'arciere «prenda di mira» e forse arrivi a «cogliere se stesso». Arco e freccia si configurano come pretesti e mezzi «per il salto ultimo e decisivo». L'arco quando è teso fino all'estremo simboleggia e racchiude il «Tutto»; ma è necessario tenderlo nel modo adeguato, affinché lo scoccare della freccia diventi un'esperienza metafisica. Per questo, d'altra parte, non bisogna impiegare l'intera forza del corpo: il gesto va affidato alle sole mani, dal momento che deve essere il risultato di un abbandono; l'atto deve compiersi in modo autonomo tanto da sorprendere il tiratore stesso. Così Herrigel descrisse le difficoltà che incontrò nel compiere correttamente questa procedura: «Respiravo sì in modo tecnicamente corretto, ma quando nel tendere l'arco stavo attento a tener rilassati i muscoli delle braccia e delle spalle, mi si irrigidivano involontariamente quelli delle gambe, come se avessi bisogno di un punto di appoggio solido e sicuro e, simile a Anteo, dovessi suggere tutta la forza dal suolo».

## Controversie
Volker Zotz rese noto, in un suo libro sul buddismo e la cultura tedesca, il sostegno di Herrigel al partito nazista, a cui si iscrisse nel 1937. Per questo motivo, dopo il 1945, gli fu negato per tre anni l'insegnamento all'università. Tuttavia, va ricordato che all'arrivo degli Alleati Herrigel fece in modo che la città si arrendesse senza combattere. Eugen Herrigel fu anche membro della Kampfbund für deutsche Kultur (KfdK), un'associazione politica nazionalista.

## Opere
- Zur Logik der Zahl. Dissertation. Bühl 1921
- Vorwort des Herausgebers GS, Band I, 1923, S. V–XVI (5–16)
- Emil Lasks Wertsystem. Versuch einer Darstellung aus seinem Nachlaß. In: Ratio, Band 12, 1923/24, S. 100–122
- Ansätze zur Metaphysik in der gegenwärtigen deutschen Philosophie. Vortrag, 1925 (nicht erhalten).
- Über Kants Lehre vom Primat der praktischen Vernunft. In: Shisou (Das Denken), Tokyo, 1925
- Urstoff und Urform. Ein Beitrag zur philosophischen Strukturlehre. Heidelberger Habilitationsschrift 1922.
- Mohr, Tübingen 1926.
- Gelten, Wert, Sollen, Norm. In: Shisou (Das Denken), Tokyo, 1928
- Die metaphysische Form. Eine Auseinandersetzung mit Kant. Halbband 1: Der Mundus sensibilis. Mohr, Tübingen 1929.
- Die Aufgabe der Philosophie im neuen Reich. In: Pfälzische Gesellschaft zur Förderung der Wissenschaften. 1934, S. 26–32.
- Nationalsozialismus und Philosophie. 1935. Unveröffentlichtes Typoskript, aufbewahrt in der Universitätsbibliothek Erlangen-Nürnberg. In: Zanshin. Das Kyudo-Magazin, Sonderausgabe, 2004, S. 50–55
- Die Ritterliche Kunst des Bogenschießens. In: Nippon. Zeitschrift für Japanologie. Band 2, Nr. 4, Oktober 1936, S. 193–212. Englische Übersetzung von Lutgard Cunningham & Charles Harper
- Die Tradition im japanischen Volks- und Kulturleben. Ein Spiegel japanischen Kulturlebens in Vergangenheit und Gegenwart. In: Kulturmacht Japan. Richard Foester (Hrsg.), Bibliographisches Institut, 1940 und Verlag Die Pause, Wien 1942, S. 14–15
- Das Ethos des Samurai, in: Feldpostbriefe der Philosophischen Fakultät, Band 3, 1944, S. 2–14
- Zen in der Kunst des Bogenschießens. Weller, Konstanz 1948; 2. vom Verfasser durchges. Aufl., Barth, München-Planegg 1951; 43. Auflage 2003 ISBN 3-502-61115-7
- Der Zen-Weg. Aufzeichnungen aus dem Nachlass. Zusammengestellt und herausgegeben von Hermann Tausend. Mit einem Anhang bearbeitet von Auguste Herrigel. Barth, München-Planegg 1958; 11. Auflage 1990, ISBN 3-502-64281-8
- Taschenbuchausgabe: Zen in der Kunst des Bogenschiessens. Der Zen-Weg. Fischer, Frankfurt 2005, ISBN 3-596-50853-3

## Traduzioni in italiano
- Zen nell'arte del tirar d'arco, Torino, Rigois, 1955.
- La via dello zen, Roma, Edizioni Mediterranee, 1974.
- Lo zen e il tiro con l'arco, Milano, Adelphi, 1975.